# Kappa Persei
Kappa Persei (κ Per) es una estrella en la constelación de Perseo. Tiene el nombre tradicional Misam.
Misam pertenece a la K0 tipo espectral y tiene una magnitud aparente de 3,8. Está a 112 años luz de la Tierra. Kappa Persei es un sistema de estrella triple que consiste en una estrella doble espectroscópica con una amplia compañera.